# Лаппеэнранта (аэропорт)
Аэропорт Лаппеэнранта (ИАТА: LPP, ИКАО: EFLP) (фин. Lappeenrannan lentoasema) — международный аэропорт в Лаппеэнранте, Финляндия.
Аэропорт был открыт в 1918 году и является самым старым из ныне действующих аэропортов Финляндии. В аэропорту размещается Авиационный музей Карелии.
С 2015 года, в связи с прекращением рейсов авиакомпании Ryanair, аэропорт находился на грани закрытия.

## Авиакомпании и направления
В настоящее время (сентябрь 2023 года) из аэропорта Лаппеэнранты выполняются рейсы в Хельсинки (Вантаа) и Милан (Бергамо)

## Статистика
| Год  | Внутренние рейсы | Международные рейсы | Всего пассажиров | Изменение  |
| ---- | ---------------- | ------------------- | ---------------- | ---------- |
| 2005 | 46,536           | 3,112               | 49,648           | +1.7 % ▲   |
| 2006 | 40,779           | 8,724               | 49,503           | −0.3 % ▼   |
| 2007 | 18,948           | 4,036               | 22,984           | −53.6 % ▼  |
| 2008 | 19,056           | 4,283               | 23,339           | +1.5 % ▲   |
| 2009 | 8,265            | 5,798               | 14,063           | −39.7 % ▼  |
| 2010 | 4,190            | 56,910              | 61,100           | +324.7 % ▲ |
| 2011 | 310              | 115,957             | 116,267          | +90.3 % ▲  |
| 2012 | 112              | 93,650              | 93,762           | −19.4% ▼   |
| 2013 | 147              | 98,153              | 98,300           | +4.8% ▲    |
| 2014 | 325              | 89,226              | 89,551           | −8.8% ▼    |
| 2015 | 586              | 35,206              | 35,792           | -60.0% ▼   |

Причиной сокращения пассажиропотока с 2007 г. стало строительство новой железнодорожной линии Лахти — Керава, открытой в сентябре 2006 года, которая позволила резко сократить время железнодорожной поездки до Хельсинки. В 2010 г. Ryanair начала летать из Лаппеэнранты, её второго аэропорта присутствия в Финляндия после Тампере-Пирккала.
Через аэропорт проходило большое количество пассажиров из России, пользовавшихся бюджетными перевозкам Ryanair в Барселону, Бергамо и Дюссельдорф, однако в 2015 году компания прекратила свою деятельность в Финляндии.
Сокращение рейсов бюджетных авиакомпаний привело к снижению пассажиропотока. В 2010 году пассажиропоток составил примерно 61 тыс. человек. В январе — феврале 2013 г. через аэропорт прошло на 60 % меньше пассажиров, чем за тот же период 2012 года.
30 ноября 2015 года муниципалитет г. Лапеенранта выкупил за 2 евро аэропорт у государственной компании Finavia. За постройки и ВПП дополнительно запрашивалось 800 тыс. евро. Аэропорт и имущество передано 1 января 2016
Ранее местные чиновники заявляли, что аэропорт возобновит работу уже во второй половине 2016 года. При этом министр транспорта Финляндии Анна Бернер сообщала, что решение о финансовой помощи в размере 1 млн евро аэропорту Лаппенранты будет принято, как ожидается, только во второй половине 2016 года.